# Hallucinations (X-Files)
Hallucinations (Wetwired) est le 23e épisode de la saison 3 de la série télévisée X-Files.
Dans cet épisode, Mulder et Scully enquêtent sur des meurtres commis sous l'influence de la télévision.

## Résumé
À Braddock Heights, dans le Maryland, un homme tue sa femme par erreur en la prenant pour quelqu'un d'autre. Mulder est orienté sur l'affaire par un homme travaillant pour Monsieur X. Mulder et Scully partent interroger le meurtrier dans l'hôpital psychiatrique où il a été placé. Là-bas, le docteur Stroman leur apprend que cet homme a tué cinq personnes en croyant qu'elles étaient toutes la même personne. Les deux agents découvrent ensuite que le forcené avait chez lui des centaines de cassettes vidéo sur des reportages télévisés violents. Scully pense d'abord qu'il s'agit d'une trop forte utilisation d'analgésique. Après avoir regardé quelques cassettes, Scully aperçoit au soir Mulder et l'homme à la cigarette discutant dans une voiture et le suspecte encore plus lorsqu'elle s'aperçoit que la voiture a été bougée. Le lendemain, un meurtre similaire a lieu lorsqu'une femme croit voir son mari dans un hamac avec une autre femme ; en réalité, elle a tué son voisin qui était dans un hamac avec son chien. Mulder voit un réparateur de câble déjà présent près de la maison du forcené, qui lui échappe. En grimpant sur le poteau téléphonique, Mulder trouve un dispositif à l'intérieur de la boîte du câble.
Mulder apporte l'appareil au Bandits Solitaires, qui lui disent qu'il émet une sorte de signal. Mulder appel Scully, qui entend des clics possibles pendant qu'elle est au téléphone, et retourne la chambre pour trouver des micros. Lorsque Mulder entre, elle croit l'entendre avec quelqu'un d'autre et lui tire dessus avant de s'enfuir. Les Bandits Solitaires pensent qu'il s'agit d'une sorte de dispositif subliminal de contrôle de l'esprit. Mulder n'a pas été affecté en raison de son daltonisme. La police trouve un corps qu'elle pense être celui de Scully, mais Mulder confirme qu'il ne s'agit pas d'elle. Il se rend ensuite chez Margaret et est confronté par sa coéquipière, qui finit par ce calmer grâce à l'intervention de sa mère alors qu'elle s'apprêtait à tuer Mulder. À l'hôpital, Scully retrouve sa normalité.
Mulder tente de contacter le Dr Stroman, sans succès. Il le localise dans une chambre d'hôtel vide où il trouve des cigarettes dans le cendrier. Grâce au relevé téléphonique de la chambre, Mulder suit Stroman jusqu'à une maison où il l'aperçoit en train de rencontrer le réparateur du câble. Cependant, au moment où Mulder entre, il trouve les deux hommes morts, Monsieur X étant responsable des meurtres. Mulder couvre ensuite les traces de son informateur lorsqu'il est questionné par Skinner.

## Distribution
- David Duchovny : Fox Mulder
- Gillian Anderson : Dana Scully
- Mitch Pileggi : Walter Skinner
- Sheila Larken : Margaret Scully
- William B. Davis : l'homme à la cigarette
- Tom Braidwood : Melvin Frohike
- Dean Haglund : Richard Langly
- Bruce Harwood : John Fitzgerald Byers
- Steven Williams : Monsieur X
- Colin Cunningham : le docteur Stroman

## Accueil

### Audiences
Lors de sa première diffusion aux États-Unis, l'épisode réalise un score de 9,7 sur l'échelle de Nielsen, avec 17 % de parts de marché, et est regardé par 14,48 millions de téléspectateurs.

### Critique
L'épisode recueille des critiques globalement favorables. John Keegan, du site Critical Myth, lui donne la note de 8/10. Zack Handlen, du site The A.V. Club, lui donne la note de B+. Paula Vitaris, de Cinefantastique, lui donne la note de 3/4. Dans leur livre sur la série, Robert Shearman et Lars Pearson lui donnent la note de 3,5/5. Le magazine Entertainment Weekly lui donne la note de B. Le site Le Monde des Avengers lui donne la note de 3/4.